# Rio Băița (Fleț)
O Rio Băiţa é um rio da Romênia afluente do rio Baia, localizado no distrito de Mureş.